# Huanchaco
Huanchaco es una ciudad y balneario histórico peruano, capital del distrito homónimo ubicado en la provincia de Trujillo en el departamento de La Libertad. Alberga una población de 87 192 hab. según estimación y proyección del INEI para 2020.
Se encuentra conurbada con la ciudad de Trujillo formando parte de Trujillo Metropolitano. Actualmente forma parte de la "Ruta Moche". Es el balneario más visitado de la ciudad de Trujillo. Durante el reinado de las culturas Moche y Chimú, Huanchaco fue un importante puerto en la región.
Fue reconocida como Reserva mundial de surf, el 26 de octubre de 2013, convirtiéndose en la primera playa de Latinoamérica y la quinta en el mundo en obtener este reconocimiento. Es también escenario de competencias internacionales de surf, siendo conocido el Mundial de Longboard que se realiza durante la temporada de verano de cada año.
Huanchaco es famoso mundialmente por los caballitos de totora usados para la navegación y la pesca desde el tiempo de los moches y también de los chimúes. Aún en la actualidad los pescadores de Huanchaco continúan con esta ancestral tradición.
Hoy es un lugar tradicional y un pintoresco balneario, parada obligatoria para los turistas que visitan la provincia de Trujillo.
En la parte alta del balneario se levanta una iglesia colonial. En esta iglesia se venera a la Virgen del Socorro.

## Toponimia
Jorge Zevallos Quiñones sostiene que Huanchaco es un vocablo yunga y no tendría una traducción etimológica. Por otra parte, Gua-Kocha, palabra quechua que significa laguna hermosa, nombre que se remonta según diversas crónicas al año 1200. Existen también otras denominaciones como Huaycocha o Guanchaque, que con el correr de los tiempos y el habla popular dio como resultado la actual denominación de Huanchaco.
Pudiera derivar de wachumiq (balsero, surcador de mar) y es raíz que aparece en los topónimos: Huarmey, Huacho, Huaura, pueblos pegados al mar y bendecidos por el mismo.
Las últimas informaciones nos dice que lo más certero es que venga del quingnam Guanahaca "cosa fuerte o brava" debido a la naturaleza de sus costas.

## Historia
En el actual territorio de Huanchaco antiguamente habitaron las culturas Moche y Chimú. La historia de Huanchaco se remonta a la época de los Moche. Sus célebres caballitos de totora son considerados como precursores del surfismo.

Con el crecimiento y expansión de la cultura quingnam hasta por Chicama y Pakatnamu (Pacasmayo) y otros. Igualmente hacia el sur, las Caletas de Coishco, Tuquillo, Supe, Vegueta entre muchas otras que abastecían de pescado fresco a la población indígena costeña.

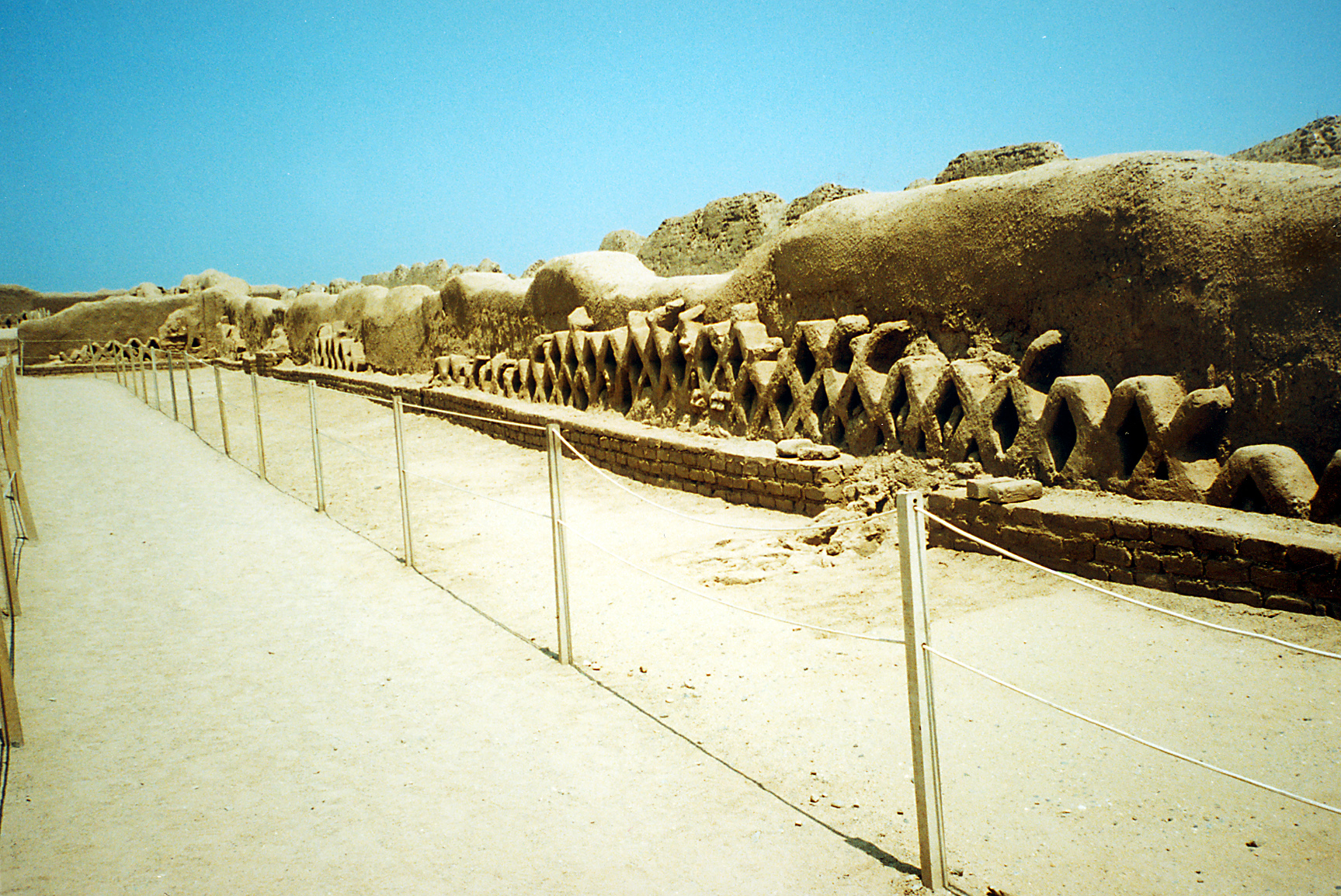
Chan Chan
Declarado por la UNESCO Patrimonio de la Humanidad se ubica a unos 7 kilómetros al sureste de Huanchaco

En la cultura Chimú 800 d. C. hasta 1400 d. C. Huanchaco tuvo más preponderancia porque la sede de Chan Chan se establece más cerca a escasos 4 km. y se puede apreciar en la iconografía de las olas, pelícanos, etc. porque era su puerto de entrada.
En la época incaica al conquistar a los chimúes, Minchancaman fue trasladado al Cusco para casarse con la hermana de Tupac Yupanqui. La guerra entre chimúes e incas dura una década el poderío chimú tenía 15 mil soldados y el ejército inca 150 mil soldados y quizá haya llegado a un acuerdo y ofrenda para asase con la hermana de Tupac Yupanqui.
En el siglo XIX Huanchaco era una caleta de indígenas pescadores que abastecían a la nobleza de Trujillo.
En el siglo XX en 1960 Huanchaco y sus autoridades: alcalde, párroco y comisario agradecían a los visitantes oficiales con un gran almuerzo solo a base de pescado.
En el siglo XX Huanchaco es uno de los balnearios de la Ruta Moche, donde destaca sus platos típicos a base de pescado y mariscos.

## Geografía

### Ubicación
Huanchaco se encuentra ubicado a orillas del océano Pacífico a 78 km al sureste del Centro histórico de Trujillo, se encuentra junto a la ensenada del mismo nombre. Hacia el oeste limita con el océano Pacífico, hacia la costa norte con los humedales de Huanchaco. En el siguiente cuadro se presenta la ubicación geográfica de Huanchaco con respecto a los distritos metropolitanos de Trujillo y la distancia aproximada a sus zonas urbanas:
| Noroeste: Océano Pacífico, (a 0 km) | Norte: Pantanos de Huanchaco (0 km) | Nordeste: El Milagro (a 9 km)                 |
| Oeste: Océano Pacífico, (a 0 km)    |                                     | Este: La Esperanza (a 7 km)                   |
| Suroeste: Océano Pacífico (a 0 km)  | Sur: Océano Pacífico, (a 0 km)      | Sureste: Trujillo, Víctor Larco (a 14 y 9 km) |

### Clima
| Parámetros climáticos promedio de Huanchaco | Parámetros climáticos promedio de Huanchaco | Parámetros climáticos promedio de Huanchaco | Parámetros climáticos promedio de Huanchaco | Parámetros climáticos promedio de Huanchaco | Parámetros climáticos promedio de Huanchaco | Parámetros climáticos promedio de Huanchaco | Parámetros climáticos promedio de Huanchaco | Parámetros climáticos promedio de Huanchaco | Parámetros climáticos promedio de Huanchaco | Parámetros climáticos promedio de Huanchaco | Parámetros climáticos promedio de Huanchaco | Parámetros climáticos promedio de Huanchaco | Parámetros climáticos promedio de Huanchaco |
| Mes                                         | Ene.                                        | Feb.                                        | Mar.                                        | Abr.                                        | May.                                        | Jun.                                        | Jul.                                        | Ago.                                        | Sep.                                        | Oct.                                        | Nov.                                        | Dic.                                        | Anual                                       |
| ------------------------------------------- | ------------------------------------------- | ------------------------------------------- | ------------------------------------------- | ------------------------------------------- | ------------------------------------------- | ------------------------------------------- | ------------------------------------------- | ------------------------------------------- | ------------------------------------------- | ------------------------------------------- | ------------------------------------------- | ------------------------------------------- | ------------------------------------------- |
| Temp. máx. media (°C)                       | 27.5                                        | 28.0                                        | 27.8                                        | 26.3                                        | 23.0                                        | 19.8                                        | 19.0                                        | 19.0                                        | 19.7                                        | 21.5                                        | 23.1                                        | 25.3                                        | 23.3                                        |
| Temp. media (°C)                            | 23.0                                        | 23.5                                        | 23.2                                        | 21.7                                        | 19.3                                        | 16.9                                        | 16.3                                        | 16.0                                        | 16.6                                        | 17.8                                        | 19.3                                        | 20.9                                        | 19.5                                        |
| Temp. mín. media (°C)                       | 18.5                                        | 19.0                                        | 18.5                                        | 17.0                                        | 15.5                                        | 14.0                                        | 13.5                                        | 13.0                                        | 13.5                                        | 14.0                                        | 15.5                                        | 16.5                                        | 15.7                                        |
| Humedad relativa (%)                        | 89                                          | 88                                          | 89                                          | 89                                          | 89                                          | 89                                          | 89                                          | 89                                          | 90                                          | 90                                          | 89                                          | 89                                          | 89                                          |
| Fuente: accuweather.com                     |                                             |                                             |                                             |                                             |                                             |                                             |                                             |                                             |                                             |                                             |                                             |                                             |                                             |

## Organización política

### Gobierno municipal
La localidad se encuentra gobernada por el alcalde de Huanchaco, que se rige según lo estipulado en la ley orgánica de municipalidades. El alcalde de Huanchaco tiene competencia en temas relativos a su propio territorio distrital.
| Período             | Alcalde                   | Partido político         | Fecha de elecciones                                   |
| ------------------- | ------------------------- | ------------------------ | ----------------------------------------------------- |
| mar 2014 - dic 2014 | José Ruiz Vega            | Alianza para el Progreso | 16 de marzo de 2014                                   |
| 2013 - 2014         | Dilia Mestanza Rengifo    | Huanchaco y sus Sectores | alcalde interino, no electo por votación popular      |
| 2011 - 2013         | Fernando Bazán Pinillos   | Huanchaco y sus Sectores | 3 de octubre de 2010 (revocado el 7 de julio de 2013) |
| 2007 - 2010         | Fernando Bazán Pinillos   | Alianza para el Progreso | 19 de noviembre de 2006                               |
| 2003 - 2006         | Francisco García Calderón | Partido Aprista Peruano  | 17 de noviembre de 2002                               |

## Reserva mundial de surf

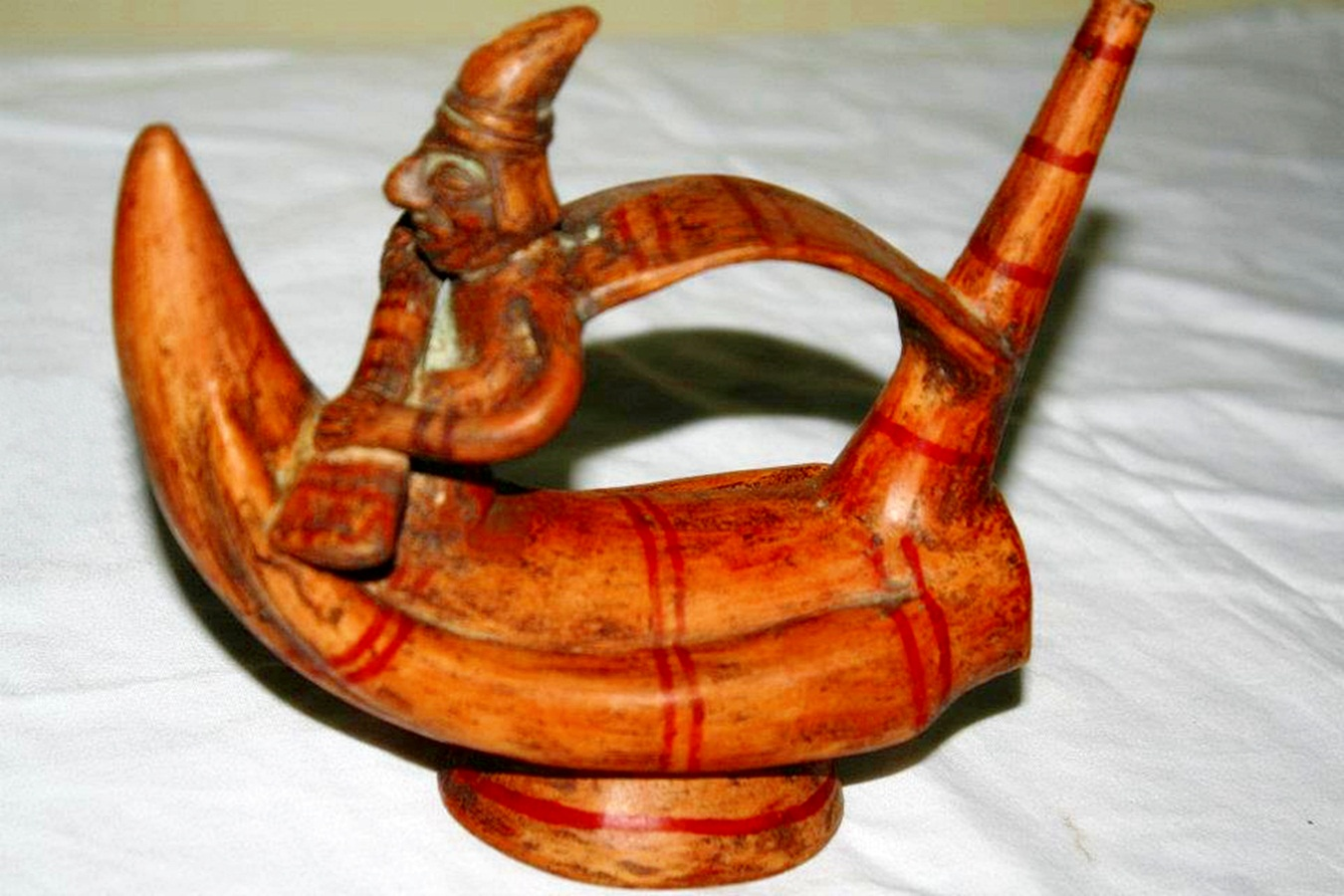
Cerámica precolombina de un navegante Cultura moche

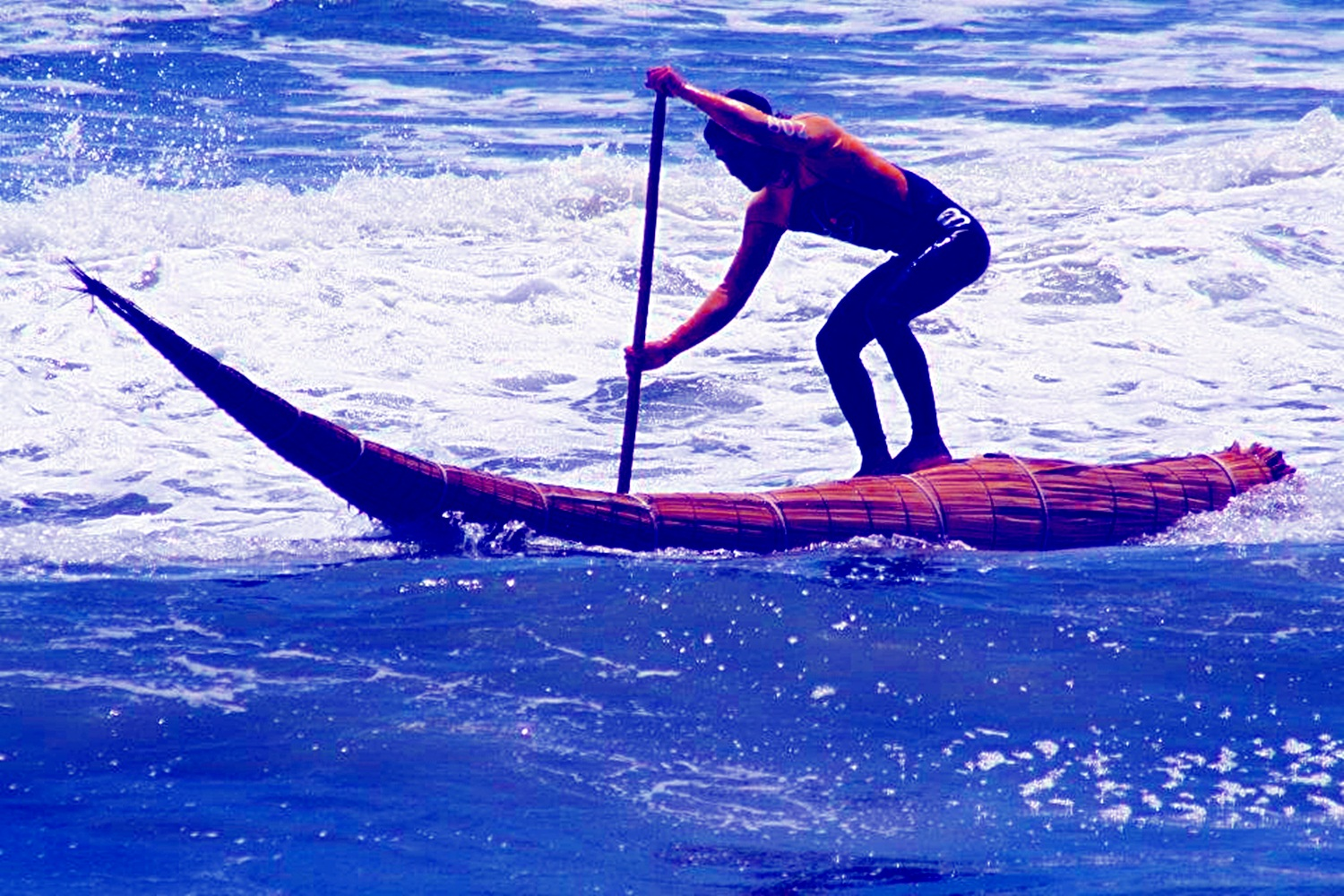
Surfing en un caballito de totora

El año 2013 Huanchaco ha sido reconocida oficialmente como una Reserva Mundial de Surf por la organización Save The Waves Coalition. Esta designación es la primera para una localidad Latinoamérica y la quinta en el mundo. Huanchaco es conocido por su consistencia, olas fluidas y también por su antigua historia precolombina de un pueblo que tiene una larga tradición y convivencia con el mar. La cultura oceánica de Huanchaco es también acreditada por ser el lugar de nacimiento del Caballito de totora embarcación usada para la pesca y uno de los más tempranos artefactos de surf conocidos en la humanidad, usados para surcar las olas para trabajo o para diversión.

## Caballito de totora

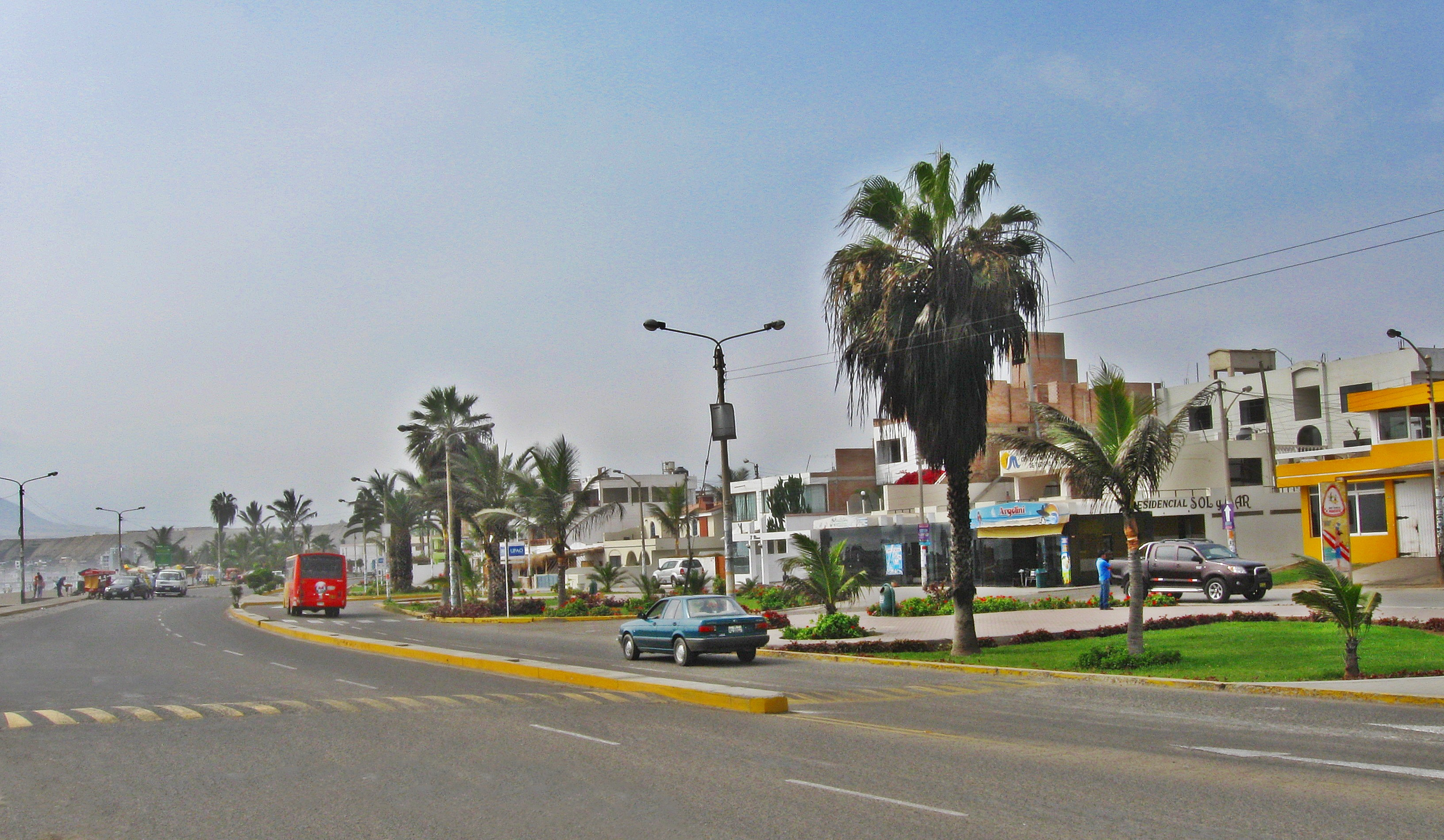
Avenida La Ribera en Huachaco

Incrustadas en la arena reposan enhiestas embarcaciones de totora. Bordeando la playa, a lo lejos una línea verde casi imperceptible. De allí se sigue extrayendo el material utilizado durante tres a cinco milenios para la elaboración de las rústicas naves. Son los totorales, los humedales, los balsares. En la antigua lengua de la zona se les llama "wachakes", palabra que puede traducirse como "ojo de agua" y que dicen da su nombre a este mágico lugar: Huanchaco, uno de los últimos reductos del caballitos de totora.
El elemento representativo de esta antigua tradición es el uso del caballito de totora, herencia fundamental de las culturas Moche y Chimú que se ha mantenido a lo largo del tiempo y constituye un símbolo representativo de su identidad, con un insondable valor histórico.
Tup es el nombre nativo antiguo del caballito de totora. Los pescadores adultos surcaban olas al regresar de sus faenas de pesca, y con seguridad, sus hijos surcaban olas con sus tups para diverstirse en sus momentos libres. Por esto, se dice que los primeros surfers, surfeadores, tablistas o surcadores de olas del mundo, son los pescadores de Huanchaco y del norte del Perú. Incluso en la actualidad es posible ver en este balneario el espectáculo que crean los pescadores y los surfers locales al surcar olas en milenarios tups o caballitos de totora y en modernas tablas de fibra de vidrio. Una aproximación antropológica y etnográfica de este tema se puede encontrar en el libro Tup el pescador, del antropólogo peruano Richard Sabogal.

## Deportes

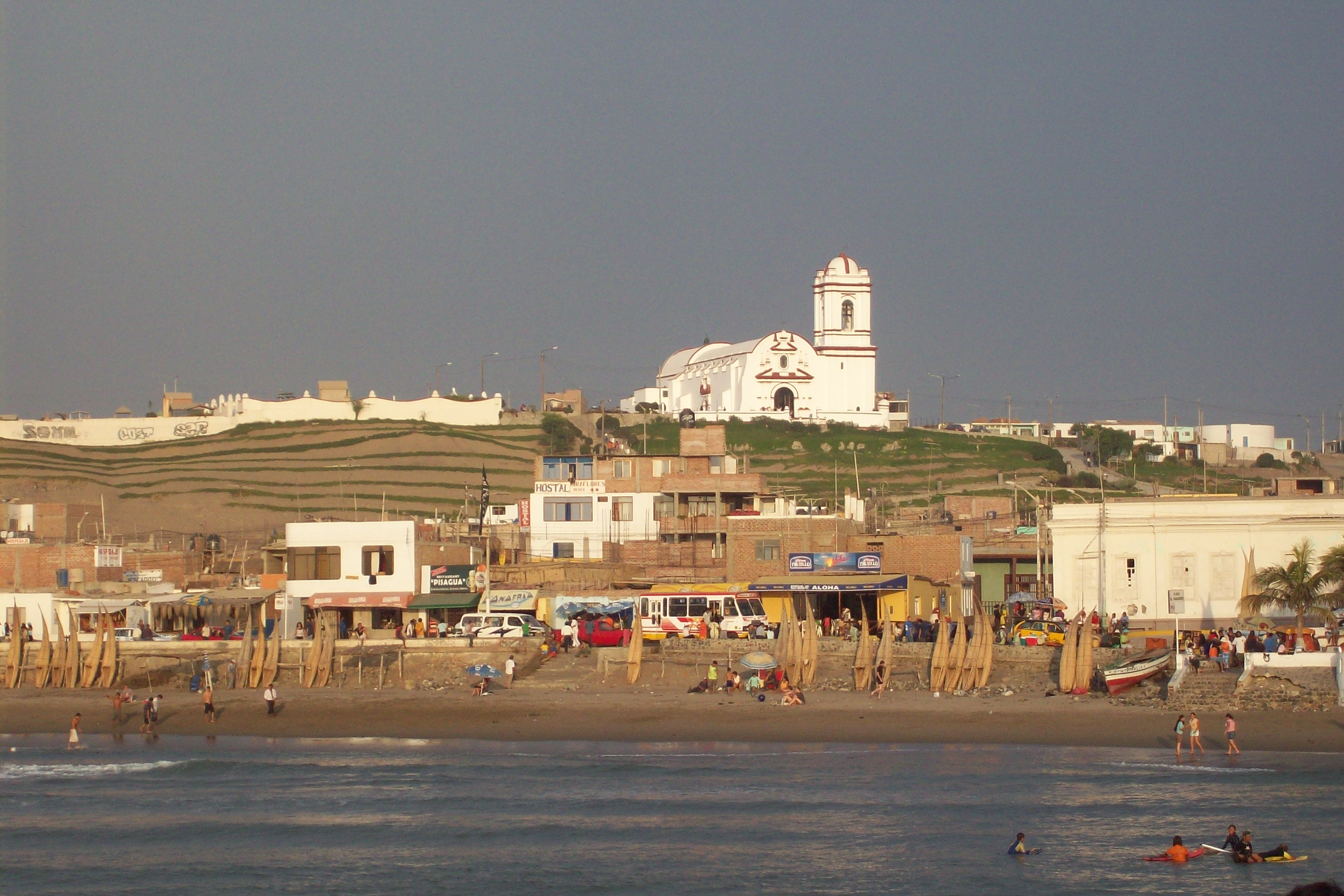
Vista de la playa de Huanchaco, se observa las legendarias naves de origen moche llamadas caballitos de totora cerca de los bañistas y en la parte superior se observa la histórica Iglesia colonial, donde se venera a la Virgen del Socorro de Huanchaco.

Los numerosos turistas que acuden a sus playas practican deportes acuáticos como el surf y el bodyboard. Anualmente se realizan campeonatos de este deporte, en los cuales participan surfistas de todo el país. Grandes escuelas en Huanchaco son reconocidas por haber fomentado este deporte en la población huanchaqueña y crear un futuro surfista para el Perú.

### Mundial de longboard
El Mundial de Longboard Huanchaco es una competencia de surf se realiza desde el año 2010 en la Playa El Elio de Huanchaco y reúne a destacados surfistas de varios países del mundo.

### Juegos Bolivarianos de Playa
Los Juegos Bolivarianos de Playa 2014 se disputarán en Huanchaco durante el mes de enero del año 2014 y se estima la participación de más de mil deportistas representando a once países en trece disciplinas.

## El muelle de Huanchaco
Es uno de los lugares más visitados por los turistas de diversas partes del mundo que llegan al balneario de Huanchaco. En cuanto a su arquitectura, la composición espacial y formal del muelle de Huanchaco, está generada por una plataforma que se inicia desde una pequeña plaza ubicada en la orilla de la playa, se interna homogéneamente hacia el interior del mar, rematando en su parte final con un espacio formado por dos glorietas. Su forma lineal varía por la inclusión de una plataforma, adosada a su extremo derecho, al costado de las glorietas y dispuesta en un nivel más bajo para el fácil acceso de los pescadores que suelen realizar sus tradicionales faenas en el lugar.

## Turismo
Huanchaco es muy visitado por turistas de todo el mundo atraídos principalmente por su famosa playa donde se puede observar la pesca en caballitos de totora asimismo los turistas realizan paseos en estas embarcaciones. La gastronomía de Huanchaco es también uno de los elementos principales del turismo en el balneario siendo su plato de bandera el ceviche.

### Atracciones
A lo largo del malecón de Huanchaco se encuentra una gran número de restaurantes que ofrecen platos típicos de la zona a base de los más variados pescados y mariscos.
En la noche, sobre todo los fines de semana, el malecón toma vida en los bares y pubs frecuentados por turistas nacionales y extranjeros.
También hay celebraciones anuales en época de verano como el Luau (fiesta que se celebra en el club Huanchaco) y el Carnaval Huanchaqueño.

## Demografía

### Religión
En Huanchaco la religión que predomina es el cristianismo, como una costumbre religiosa adquirida desde la época colonial de la cultura española que llegó al lugar. En este ámbito existen diferentes congregaciones que profesan la fe cristiana como la Iglesia católica, los Testigos de Jehová, la Iglesia de Jesucristo de los Santos de los Últimos Días o también conocidos como mormones, la Iglesia pentecostal, etc. Todas estas congregaciones cristianas tienen sus templos en diferentes partes del pueblo y existen varios templos de estas congregaciones; un templo tradicional es la iglesia que data de la época colonial y que está ubicada en una elevación del pueblo, donde se venera a la Virgen del Socorro. En el mes de febrero de todos los años se celebra en Huanchaco la Festividad de Nuestra Madre La Virgen Candelaria del Socorro, la cual baja del Santuario y recorre las principales calles de su pueblo derramando bendiciones a todos sus hijos y fieles; asimismo una de las tradiciones más representativas del cristianismo en Huanchaco que se organiza cada año es la celebración de la fiesta patronal de San Pedro y San Pablo que en el mes de junio reúne a gran cantidad de fieles cristianos en el histórico santuario del pueblo.

### Galería
|                    |
| Playa de Huanchaco |

|                                               |
| Caballitos de totora utilizados para la pesca |

|                             |
| Plaza de Armas de Huanchaco |

## Los pantanos de Huanchaco

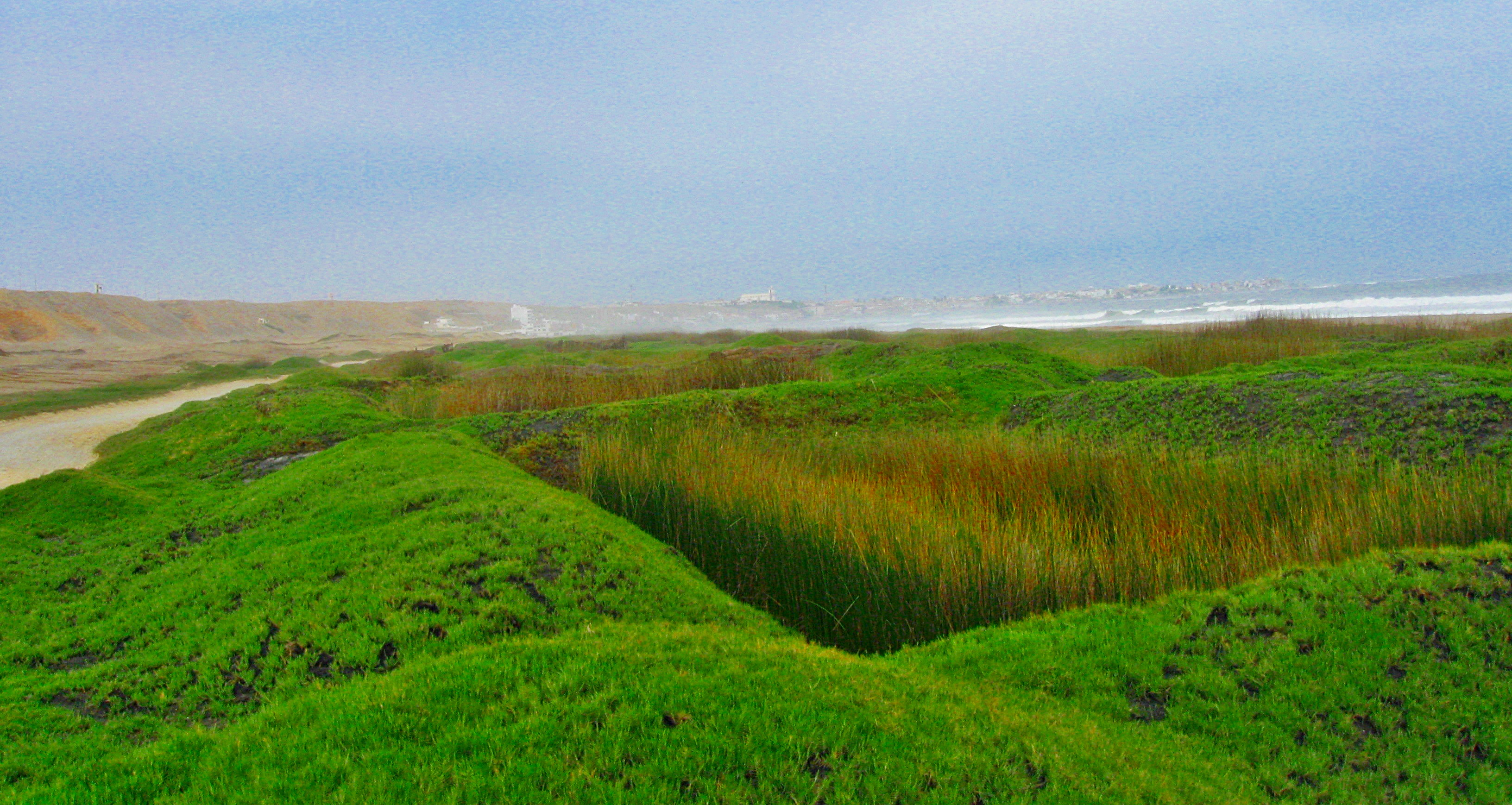
Los Humedales de Huanchaco, de donde los moches y chimúes extraían la materia prima para fabricar los milenarios caballitos de totora, aún en la actualidad los pescadores de Huanchaco continúan con esta legendaria tradición; se observa muy cerca la orilla del mar y a lo lejos el mítico balneario de Huanchaco

Conocido también como balsares de Huanchaco es un parque ecológico que se encuentra muy cerca de las orillas del mar y cerca de la playa El Silencio en el noroeste de Huanchaco. Este parque ecológico contiene principalmente reservas de totora, de las que se extrae la materia prima para la fabricación de los milenarios caballitos de totora utilizados desde la época de los moches para la pesca artesanal.

## Festividades
- Carnaval de Huanchaco, este carnaval se celebra desde principios del siglo XX, los pobladores de Huanchaco realizaban un carnaval emulando al carnaval veneciano famoso por esa época, con el pasar de los años y las nuevas generaciones pasó a ser organizado por el Club Huanchaco, consta de varias actividades entre ellas la coronación de la reina, campeonato de surf, fiesta del luau, creatividad en la arena, campeonatos de caballito de totora, el desfile de carnaval entre otros; el año 2012 el corso del carnaval se llevó a cabo el 25 de febrero.[33]

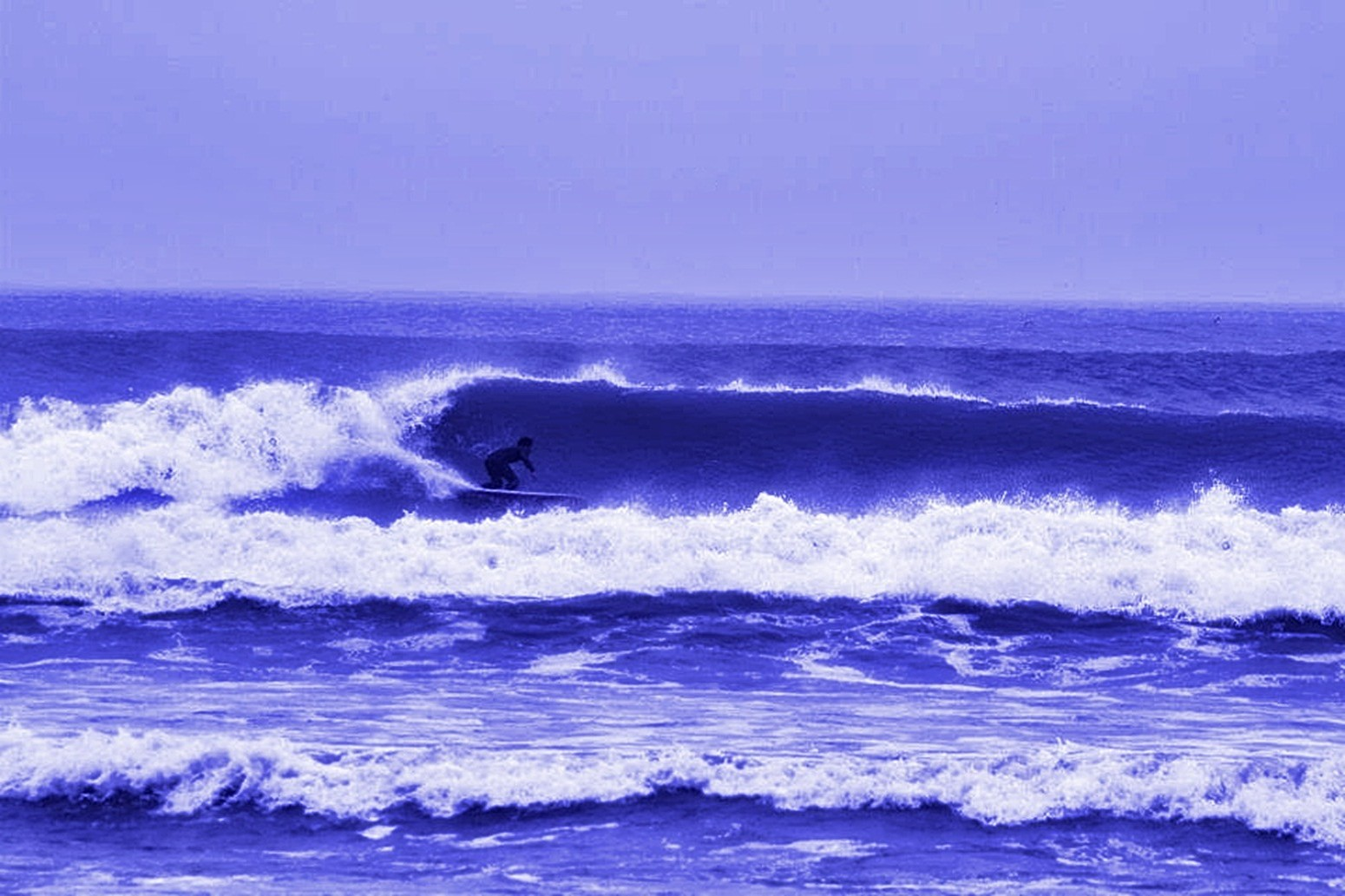
Surfista en Huanchaco.

## Ciudades Hermanas
| Ciudad            | División administrativa | País   | Ref.          |
| ----------------- | ----------------------- | ------ | ------------- |
| Tenango de Arista | Estado de México        | México | [ 34 ] [ 35 ] |
| Miraflores        | Provincia de Lima       | Perú   | [ 36 ]        |

### Multimedia
- Wikimedia Commons alberga una categoría multimedia sobre Huanchaco.
- Huanchaco Longboard en YouTube.
- Galería fotográfica de Huanchaco por Panoramio, incluye información geográfica de varios autores.

- Datos: Q1001995
- Multimedia: Huanchaco / Q1001995
- Guía turística: Huanchaco